# Dvoranski nogomet
Dvoránski nogomèt ali fútsal je različica nogometa, ki se igra na manjšem igrišču in večinoma v zaprtih prostorih. Ime izvira iz portugalskega futebol de salão in španskega Fútbol de Salón (pogovorno Fútbol Sala), ki ga lahko prevedemo kot »dvoranski nogomet«. 
Futsal je igra med dvema ekipama – vsaka s po petimi igralci, od katerih je eden vratar. Število menjav igralcev ni omejeno. Za razliko od nekaterih drugih oblik se futsal igra na trdi podlagi, ločeni s črtami. Igra se z manjšo žogo, kot pri vsem bolj znanem nogometu na travi. Poudarek je na improvizaciji, ustvarjalnosti in tehniki, kot tudi nadzoru nad žogo, ki poteka na majhnem prostoru.

## Zgodovina
Futsal se je začel leta 1930, ko je Juan Carlos Ceriani, učitelj v glavnem mestu Urugvaja, Montevedio, ustvaril verzijo notranjega nogometa za rekreacijo. Ta nov šport so igrali v košarkarski dvorani in pravila igranja so bila izdana v septembru 1933. Njegov cilj je bil ustvariti moštveno igro, ki se lahko igra zunaj ali notri, ampak je podobna nogometu.
Ceriani, ki je pisal pravila igranja, je vzel nekaj pravil od nogometa (da se lahko dotikaš žoge s celim telesom razen z rokami), vendar je vzel nekaj pravil tudi iz drugih športov. Primer: od košarke je vzel pravilo, da igra na vsaki strani po 5 igralcev in da traja tekma 40 minut. Vzel je tudi nekaj pravil od vaterpola in od rokometa. 
Tekmovanja so se razširila po vsej Južni Ameriki. Igrali so vsi, povsod in v vseh vremenskih pogojih, tudi pozimi. To je pomagalo igralcem, da so ostali v formi vse leto. V Braziliji se je futsal prilagodil za potrebe športne vzgoje.
Na začetku pravila niso bila enotna. Leta 1956 sta dva brazilca spremenila pravila in s tem omogočila igranje tudi starejšim. Eden od njiju, Luiz de Oliveira je napisal knjigo pravil, ki je bila sprejeta tudi na mednarodni ravni.
Leta 1956 je bila ustanovljena Južna ameriška konfederacija futsal, ki jo sestavljajo Urugvaj, Paragvaj, Peru, Argentina in Brazilija.
Kmalu zatem je bil organiziran turnir, ki je pritegnil zanimanje južnoameriških medijev. Ti so redno začeli slediti futsalu. Zlasti novinar José Antônio Inglêz je strastno prispeval k hitri širitvi igre in velja za človeka, ki je oblikoval ime "futsal" za opredelitev športa.
Šport se je začel širiti po Južni Ameriki, njegova priljubljenost pa je zagotovila ustanovitev vodstvenega organa v Sao Paulu leta 1971 pod imenom Federación Internacional de Fútbol de Salón (FIFUSA). FIFUSA so na začetku sestavljali Argentina, Bolivija, Brazilija, Paragvaj, Peru, Portugalska in Urugvaj, skupaj s svetovnimi prvenstvi. Nova institucija je štela 32 sodelujočih držav. Leta 1975 se je organizacija povezala s FIFO. Leta 1980 so si začeli prizadevati, da bi ta šport priznali nadnacionalni organi po vsem svetu.
Prvo svetovno prvenstvo FIFUSA so potekale v Sao Paulu v Braziliji leta 1982, ko so domačini zmagali proti Paragvaju pred občinstvom 12.000 ljudi, Urugvaj pa je bil tretji. Federacija si je nato začela prizadevati, da bi velik dogodek prinesla v Evropo. Leta 1985 je bil v Madridu v Španiji organiziran drugi svetovni pokal v futsalu, kjer je brazilska ekipa ponovno zmagala. Dogodek je bil uspešen, z velikim medijskim zanimanjem in velikim odzivom občinstva, zahvaljujoč španski televizijski postaji, ki je snemala dogodek.
Leta 1985 je Joseph Blatter, sekretar nogometnega vodstva FIFA, želel povečati svoj vpliv in se je začel ukvarjati tudi z nogometom v zaprtih prostorih. Zaradi spora med FIFA in FIFUSA nad imenom fútbol je FIFUSA leta 1985 registrirala besedo fut-sal (Madrid, Španija).
FIFA je želela spodbuditi in razširiti lastno različico dvoranskega nogometa, ki je drugačen od prvotnega v južnoameriških državah, vendar leta 1989 na Kongresu Rio de Janeiro ni uspelo najti sporazuma z FIFUSA.
2. maja 1990 se je brazilska zveza oddaljila od FIFUSA in 25. septembra je v Bogoti v Kolumbiji prispevala k ustanovitvi Confederación Panamericana de Futbol de Salon (PANAFUTSAL) skupaj s Paragvajem, Kolumbijo, Mehiko, Urugvajem, Argentino, Venezuelo, Kostariko, Puerto Ricom, Bolivijo, Ekvadorjem, Nizozemskimi Antili, Arubo in Kanado.
Leta 2002 so člani PANA FUTSAL-a oblikovali AMF (Asociación Mundial de Futsal), mednarodno vodilno telo za ohranjanje futsala, neodvisno od FIFA. Trenutno ga sestavlja 40 nacionalnih zvez in trije celinski organi.
FIFA in AMF še naprej skrbita za igro.

## Pravila
AMF in FIFA sta odgovorni za ohranjanje in urejanje uradnih pravil o njihovih različicah futsala. 
FIFA objavlja svoja pravila o futsalu kot "zakone igre", v katerih je vsak od 17 "zakonov" tematsko povezana zbirka posameznih predpisov. Zakoni opredeljujejo vse vidike igre, vključno s tem, kar se lahko spremeni v skladu z lokalnimi tekmovanji in ligami. 
Povzetek pravil:
Dimenzije polja:
- najmanj 25 m × 16 m, največ 42 m × 25 m.

Velikost žoge: 
- številka 4, obseg 62-64 cm, teža med 400-440 g na začetku igre.
- Pri padcu z višine 2 m, prvi odboj ne sme biti nižji od 50 cm ali več kot 65 cm.

Čas igranja:
- Obstajata dva dela-polčasa po 20 minut, pri čemer se čas ustavi pri vsaki mrtvi žogi. Med obema deloma je odmor 15 minut. Vsaka ekipa lahko v pol ure uporabi en odmor, ki traja eno minuto. Nekatere nižje lige in turnirji uporabljajo 24-minutna obdobja s tekočim časom.

Število igralcev:
- Za vsako ekipo je na igrišču pet igralcev, eden od njih kot vratar in največ 12 igralcev, ki jih lahko uporabite za vsako tekmo. Število menjav med trenutno aktivnimi in rezervnimi igralci je neomejeno.

Napake:
Neposreden prosti strel nasprotne ekipe je kazen za skupaj šest napak kot so brcanje, potiskanje, udarci, premikanje, držanje, pljuvanje in namerno grobo oviranje nasprotnega igralca. 
Posredni prosti streli, iz katerih se ne sme neposredno streljati proti golu, ki so kazen za napake, kot je nevarno igranje in oviranje, se ne štejejo kot nakopičene napake. Sodnik opozori ekipo, ko v enem polčasu zberejo skupaj pet napak.
Kartoni:
- Rumeni karton je prikazan za nešportno vedenje, zapravljanje časa, druge hujše prekrške . Rdeči karton je prikazan za nasilno ravnanje, pljuvanje, zmerjanje in prejemanje drugega rumenega kartona. Igralci z rdečimi kartoni so izločeni iz igre in njihova ekipa mora igrati z igralcem manj za dve minuti ali dokler druga ekipa ne doseže gola.

Posredni prosti streli:
- Pri izvajanju morajo biti vsi nasprotniki oddaljeni najmanj 5 m od žoge. Strel je treba izvesti v štirih sekundah ali pa je žoga posredovana drugi ekipi.

Prosti streli od druge kazenske točke (neposredni):
- Dodeljena, ko ekipa v polčasu naredi 6 ali več napak. Druga kazenska točka je 10 m od gola, nasprotniki morajo biti za žogo, vratar mora biti vsaj 5 m od gola.

Šestmetrovka (kazenski strel):
- 6 m od sredine golov za prekrške znotraj 6 m golmanovega območja.

Vratar:
- Ko ima žogo, ima vratar 4 sekunde, da se znebi žoge. Če je žoga predolga, sodnik posreduje žogo nasprotni ekipi. Vratar lahko svobodno igra, ko je žoga v nasprotni polovici.

Omejitev vratarja:
- Ko vratar sprosti žogo bodisi z brcanjem ali metanjem, se je vratar ne sme dotakniti, dokler žoga ne gre iz igre ali se jo dotakne nasprotnik. Kazen za kršitev je posreden prosti strel.

Sodniki:
- V mednarodnih tekmah morajo obstajati dva sodnika: enka (prvi sodnik) je nameščena na stičišču blizu mize timerja in komunicira z merilcem časa, medtem ko je drugi (drugi sodnik) na nasprotni strani polja. Na mizi časomerilca je časomerilec in tretji sodnik, ki nadzoruje klopi ekip.

- Pri manjših dogodkih se ne uporabijo tretji sodniki in časomerilec.

### Igralci, oprema in uradniki
Brazilska nacionalna nogometna ekipa se je uvrstila pred tekmo.
V vsaki ekipi je pet igralcev, med katerimi je tudi vratar. Največje dovoljeno število rezervnih igralcev je devet (sprememba FIFA 2012) z neomejenimi zamenjavami med tekmo. Rezerve se lahko pojavijo tudi, ko je žoga v igri, igralec pa mora zapustiti polje, preden lahko rezervni igralec vstopi v igralno polje. Če ima ekipa manj kot tri igralce v ekipi, se tekma zaključi in šteje kot izguba ekipe s pomanjkanjem igralcev.
Komplet je sestavljen iz majice ali majice z rokavi, kratkih hlač, nogavic, kovinskih, plastičnih ali penastih, ter čevljev z gumijastimi podplati. Golmanu je dovoljeno nositi dolge hlače in drugačen barvni komplet, da se razlikuje od ostalih igralcev v ekipi in sodnika. Vratarju je dovoljeno nositi tudi komolce, ker je površina tako trdna kot teniško igrišče ali košarkarsko igrišče. Nakit ni dovoljen, niti niso drugi predmeti, ki bi bili lahko nevarni za igralca, ki nosi predmet ali druge aktivne udeležence.
Tekmo nadzoruje sodnik, ki uveljavlja pravila igre, prvi sodnik pa je edini, ki lahko prekine tekmo zaradi zunanjih motenj. Sodniku pomaga tudi drugi sodnik. Odločitve sodnikov so dokončne in jih je mogoče spremeniti le, če sodniki menijo, da je to potrebno in se igra ne ponovi. Obstaja tudi tretji sodnik in časomerilec, ki je opremljen z opremo za vodenje evidenc o napakah v tekmi. V primeru poškodbe drugega sodnika rezervni sodnik nadomesti drugega sodnika.

### Trajanje in metode za določitev zmagovalca po tekmi
Standardna tekma je sestavljena iz dveh enakih obdobij po 20 minut. Dolžina polčasa se podaljša tako, da je omogočena izvedba kazenskega ali prostega strela. Odmor pomed prvem polčasu ne sme presegati 15 minut.
Na nekaterih tekmovanjih se igra ne sme končati z žrebom, zato so cilji, podaljški in šestmetrovke tri metode za določitev zmagovalca po tekmi. Če je rezultat po dveh povratnih tekmah izenačen, se goli v gosteh štejejo dvojno. Podaljški so sestavljeni iz dveh obdobij po pet minut. Če po teh metodah ni zmagovalca, se streljajo 3 udarci iz kazenske točke in ekipa, ki jih je dosegla največ, zmaga. Če se ne odloči po treh udarcih iz kazenske točke, se nadaljuje z enim dodatnim udarcem 
za vsako ekipo, dokler eden od njih ne doseže več golov kot drugi. Za razliko od podaljška, goli, dosežepri šestmetrovkahnju, ne štejejo za gole, ki so bili doseženi med tekmo.

### Začetek in ponoven zagon igre
Na začetku tekme se za odločitev, kdo bo začel tekmo, uporabi met kovanca. Začetni udarec se uporablja za začetek igre in se uporabi tudi v začetku druge polovice in v vseh podaljških. Uporablja se tudi potem, ko je bil dosežen gol. Po začasni prekinitvi iz katerega koli razloga, ki ni naveden v zakonih igre, sodnik spusti žogo, ko je bila igra ustavljena, pod pogojem, da je bila pred ustavitvijo žoga v igri in ni prečkala niti avta niti golove črte. 
Če gre žoga čez golovo črto ali avt, zadene strop ali pa sodnik ustavi igro, žoga ni v igri. Če pride do stropa v zaprtem prostoru, se igra ponovno zaustavi, žogo pa dobi nasprotna ekipa tiste, ki se je dotaknila žoge, preden je zadela strop.

### Prepovedan položaj
Za razliko od nogometa v futsalu ni nobenega pravila za prepovedan položaj. Napadalci lahko grejo veliko bližje golu, kot v tradicionalni zunanji različici nogometa.